# Episodi di Un caso per due (ventiduesima stagione)
La ventiduesima stagione della serie televisiva tedesca Un caso per due, composta da 7 episodi, è andata in onda in Germania sul canale ZDF dal 1º febbraio al 13 dicembre 2002.
| nº | Titolo originale         | Titolo italiano              | Prima TV Germania | Prima TV Italia |
| -- | ------------------------ | ---------------------------- | ----------------- | --------------- |
| 1  | Ein schändlicher Plan    | Strategia di un delitto      | 1° febbraio 2002  |                 |
| 2  | Im Koma                  | Omicidio in farmacia         |                   |                 |
| 3  | Zum Schweigen verurteilt | Il figlio di papà            |                   |                 |
| 4  | Penthouse mit Leiche     | La principessa e Cenerentola |                   |                 |
| 5  | Mörderische Schulden     | Un figlio difficile          |                   |                 |
| 6  | Mitten ins Herz          | Dritto al cuore              |                   |                 |
| 7  | Alpträume                | Incubi del passato           | 13 dicembre 2002  |                 |